# لانمطية

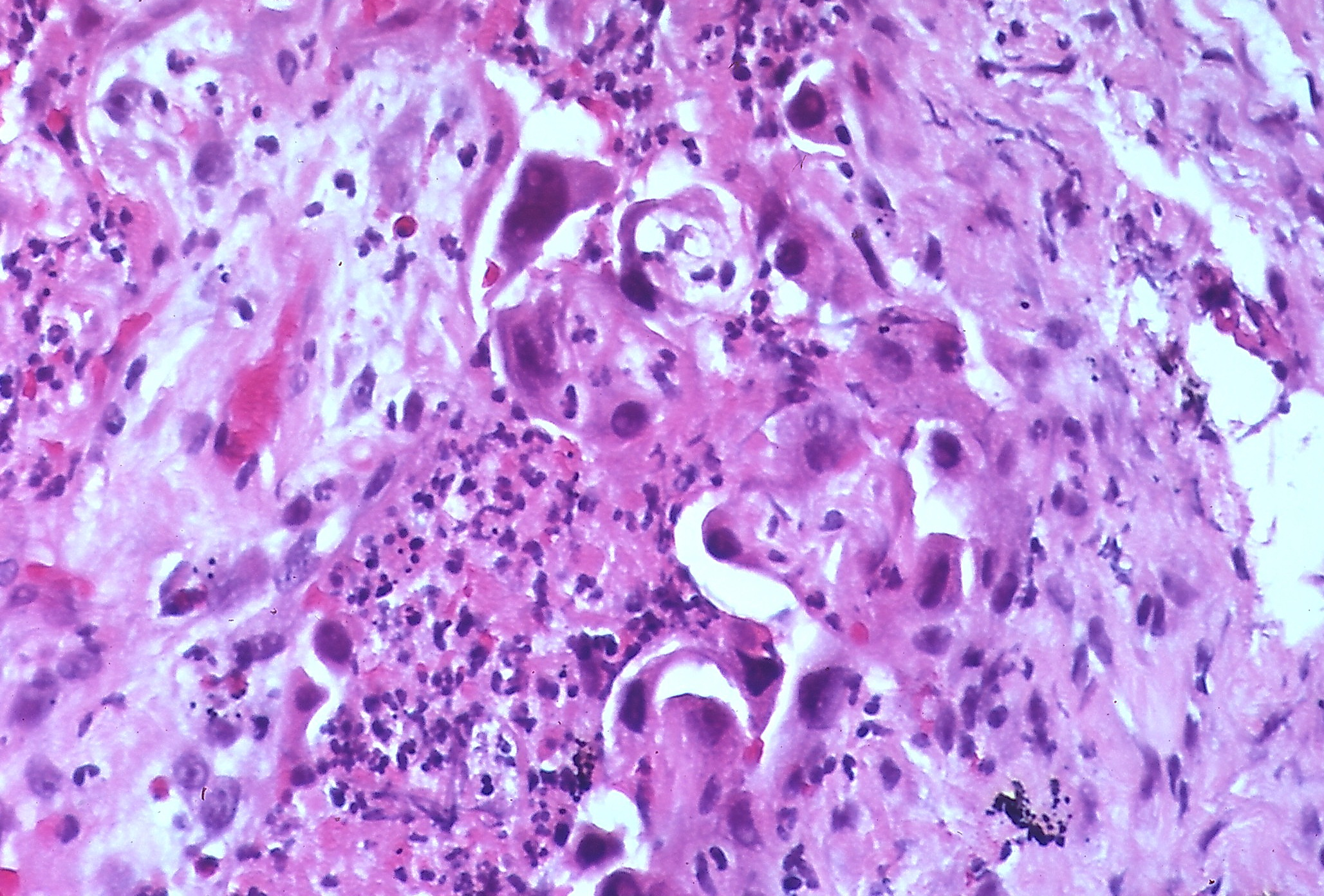

اللانمطية هو مصطلح طبي يدل على الشذوذ الذي يحدث في خلية من الخلايا. وهذا المصطلح من المفردات الطبية التخصصية للدلالة على الخلايا اللانمطية.

اللانمطية(Atypia): الأصل اللغوي: اليونانية a + typos، بلا نوع؛ حالة عدم الانتظام أو عدم القياسية.
 

قد توجد علامات احتمال التسرطن وقد تصحبها خباثة متأخرة، ولكن يتوقف مستوى الاهتمام المطلوب على القرائن التي تساعد في التشخيص.
قد تنتج اللانمطية عن عدوى أو تهيج، على سبيل المثال، إذا شخصت الحالة على أنها لطاخة بابا نيكولا. وفي الرحم من المرجح أن تكون اللانمطية سابقة للتسرطن.
ويستخدم مصطلح اللانمطية أيضًا في طب الأمراض الجلدية وقد يكون سابقًا لتسرطن ورم ميلانيني.
ويشير مصطلح خلل التنسج القريب الشبه باللانمطية إلى شذوذ في النماء، ويدل على شذوذ واسع النطاق في التشريح المرضي النسجي.